# Viber
Viber ([vaɪbə]) е VoIP приложение (интернет телефон, чат програма) за смартфони, работещи на платформите Android, iOS и Windows Phone и компютри с операционни системи Windows, macOS и Linux. Това е името и на компанията собственик на софтуера, регистрирана в Кипър, по-късно в град Люксембург.
Интегрира се в адресната книга и се авторизира по номера на телефона. Позволява да се разговаря безплатно през Wi-Fi и мрежи 3G (заплаща се само трафикът през интернет) и 4G между устройства с инсталиран Viber. Може също да се изпращат текстови съобщения, картинки, видеоклипове и аудиосъобщения.

## История
Viber първоначално е пуснат за iPhone на 2 декември 2010 г. Предварителната версия за Android излиза през май 2011 г., но имала ограничение до 50 000 потребители; окончателната версия е пусната на 19 юли 2012 г. Viber за BlackBerry, Bada и Windows Phone излиза на 8 май 2012 г. На 7 май 2013 г. излиза обновление на приложението за iOS до версия 3.0, с пускането на което е обявена достъпността на Viber Desktop за Windows и тогавашната OS X (сега macOS).
На 14 януари 2014 г. японската електронна компания Rakuten обявява намерението си да купи Viber за 900 млн. щатски долара. Сделката е финализирана през февруари същата година. От 2017 г. корпоративното му име е Rakuten Viber.

## Компанията
Разработчик на приложението Viber е международната компания Viber Media с главен офис в Кипър, с офиси в Лондон, Манила, Москва, Париж, Сан Франциско, Сингапур и Токио. Развойните центрове са в Република Беларус (Минск, Брест) и Израел. Компанията е основана от израелците Талмон Марко и Игор Магазинник, приятели от израелските въоръжени сили. До февруари 2014 г. най-големи акционери във Viber Media са израелските семейства Шабтай (55,2% от акциите) и Марко (11,4%), а също компанията IRS West в САЩ (12,5%). От февруари 2014 г. 100% от акциите на компанията принадлежат на компанията Rakuten на японския милиардер Хироши Микитани.

## Допълнителна информация
- Viber е достъпен на 29 езика: английски, арабски, български, виетнамски, гръцки, датски, иврит, индонезийски, испански, каталонски, традиционен и опростен китайски, корейски, малайски, немски, нидерландски, норвежки, полски, португалски, руски, тагалски, тайски, турски, унгарски, фински, френски, хинди, чешки, шведски, японски.[11]

- Към началото на август 2013 г. услугата има над 200 милиона потребители в 193 страни, в това число 300 хил. в Ливан и няколко милиона в Египет.[12] През февруари 2014 г. новият собственик обявява, че в приложението Viber на мобилни телефони, таблети и компютри са регистрирани 280 милиона ползватели, от които 100 милиона се свързват с помощта на програмата поне веднъж на месец.[10] Програмата е доста популярна и в България.

- Египетските и ливански власти смятат, че поради „израелските корени“ на приложението, то се използва за поддържане на „ционистки шпионски усилия“. Египетските военни са забранили използването на приложението от военнослужещите и техните семейства с цел безопасност, а основният доставчик на 3G в Ливан го е изключил от мрежата си. В същото време многочислени арабски сайтове предлагат съвети как да се заобиколят тези спънки.[12]

## Безопасност
Приложението Viber дава информация за:
- Защита на личната конфиденциалност. Избрани чатове могат да се скрият с 4-цифрен PIN код.
- Настройка на конфиденциалността на личните данни. След последователно избиране на бутоните Още ≡ (Андроид) или ⋯ (iOS) – Настройки – Конфиденциалност, се избира Лични данни и се поставят съответните превключватели в положение ВКЛ или ИЗКЛ. Ако потребителят не е навършил 16 години, всички настройки автоматично се поставят в положение ИЗКЛ. Зададените настройки на Viber на смартфона автоматично се правят на приложението на другите устройства на потребителя. Някои настройки може да са недостъпни в определен регион. За да се ползват всички достъпни настройки, се препоръчва редовно да се обновява Viber до новата версия.
- Шифроване от край до край (E2EE) или пълно криптиране в чатовете – от версия 6.0, 2016 г.;[13]
- Верификация и пълно криптиране: списък на верификационните контакти;
- Търсене, преглеждане и премахване на личните данни във Viber;
- Отчет за историята на обажданията;
- Обработка на данни за сметка;
- Разрешения на операционната система, използвани от Viber;
- Ограничения по възраст;
- Реклама във Viber;
- Как да се съобщи за неуместно съдържание;
- Спам и „писма на щастието“;
- Включване на акаунт в социалната мрежа към Viber.

Колко от тези защити са включени и действащи, може да се види винаги със специална иконка. Ако я няма, получателят не си е инсталирал новата версия и криптиране от край до край не може да има. Ако иконката е сива, информацията е криптирана. Ако е зелена, значи вие и вашият събеседник сте потвърдили самоличността си със SMS. Ако е червена, разговорът все още е криптиран, но има проблем с потвърждението.
Функцията за криптиране е отговорна за тайната на кореспонденцията в месинджъра. Според експерти, „тъй като алгоритмите за криптиране, ключовете за криптиране и вече декриптираните съобщения са вътре в софтуера на месинджъра на крайното устройство, собственикът на месинджъра може да има достъп до всякаква информация“ и Viber не прави изключение в това отношение. В допълнение, „Viber се компрометира с функцията за създаване на копия на историята на кореспонденцията“. Една от спомагателните услуги на Viber Support е хакната през юли 2013 г. от група, която твърди, че е Сирийска електронна армия.